# Silaum foliosum
Silaum foliosum är en flockblommig växtart som först beskrevs av Carlo Pietro Stefano Stephen Sommier och Emile Emilio Levier, och fick sitt nu gällande namn av Aleksandr Alfonsovitj Grossgejm. Silaum foliosum ingår i släktet ängssiljor, och familjen flockblommiga växter. Inga underarter finns listade i Catalogue of Life.